# Warcq (Meuse)
Warcq é uma comuna francesa na região administrativa de Grande Leste, no departamento de Meuse. Estende-se por uma área de 4,99 km². Em 2010 a comuna tinha 193 habitantes (densidade: 38,7 hab./km²).